# Elecciones generales de Malta de 2022
Las elecciones generales de Malta de 2022 se realizaron en dicho país el 26 de marzo del mencionado año.

## Sistema electoral
Los miembros de la Cámara de Representantes son elegidos en 13 distritos electorales de cinco escaños por voto único transferible. Los candidatos que pasan la cuota Hagenbach-Bischoff en la primera vuelta son elegidos y los votos excedentes se transfieren a los candidatos restantes, que serán elegidos si esto les permite pasar el cociente. Los candidatos con la clasificación más baja luego se eliminan uno por uno y sus preferencias se transfieren a otros candidatos, que son elegidos a medida que pasan el cociente, hasta que se llenan los cinco escaños.
Si un partido gana la mayoría de los votos de primera preferencia pero no logra la mayoría parlamentaria, se le otorgan escaños para garantizar una mayoría de un escaño, si es uno de los dos únicos partidos que obtienen escaños.

## Resultados
| Partido                                            | Partido                            | Votos   | %     | Escaños | +/–         |
| -------------------------------------------------- | ---------------------------------- | ------- | ----- | ------- | ----------- |
|                                                    | Laborista                          | 162,707 | 55.10 | 38      | 1           |
|                                                    | Nacionalista                       | 123,233 | 41.73 | 29      | 1           |
|                                                    | AD+PD                              | 4,747   | 1.61  | 0       | 2           |
|                                                    | Partido Popular                    | 1,533   | 0.52  | 0       | Nuevo       |
|                                                    | ABBA                               | 1,364   | 0.46  | 0       | Nuevo       |
|                                                    | Volt Malta                         | 440     | 0.15  | 0       | Nuevo       |
|                                                    | Independientes                     | 1,282   | 0.43  | 0       | Sin cambios |
| Votos válidos                                      | Votos válidos                      | 295,306 | 97.11 | –       | –           |
| Votos nulos/en blanco                              | Votos nulos/en blanco              | 8,802   | 2.89  | –       | –           |
| Total                                              | Total                              | 304,108 | 100   | 67      | –           |
| Votantes registrados/participación                 | Votantes registrados/participación | 355,075 | 85.65 | –       | –           |
| Fuente: Malta Today, Electoral Commission of Malta |                                    |         |       |         |             |